# Magnolia (Nueva Jersey)
Magnolia es un borough ubicado en el condado de Camden en el estado estadounidense de Nueva Jersey. En el año 2010 tenía una población de 4.341 habitantes y una densidad poblacional de 1.736,4 personas por km².

## Geografía
Magnolia se encuentra ubicado en las coordenadas 39°51′20″N 75°02′09″O / 39.85556, -75.03583.

## Demografía
Según la Oficina del Censo en 2000 los ingresos medios por hogar en la localidad eran de $43,728 y los ingresos medios por familia eran $50,791. Los hombres tenían unos ingresos medios de $38,480 frente a los $27,172 para las mujeres. La renta per cápita para la localidad era de $19,032. Alrededor del 7.9% de la población estaba por debajo del umbral de pobreza.